# David Eldan

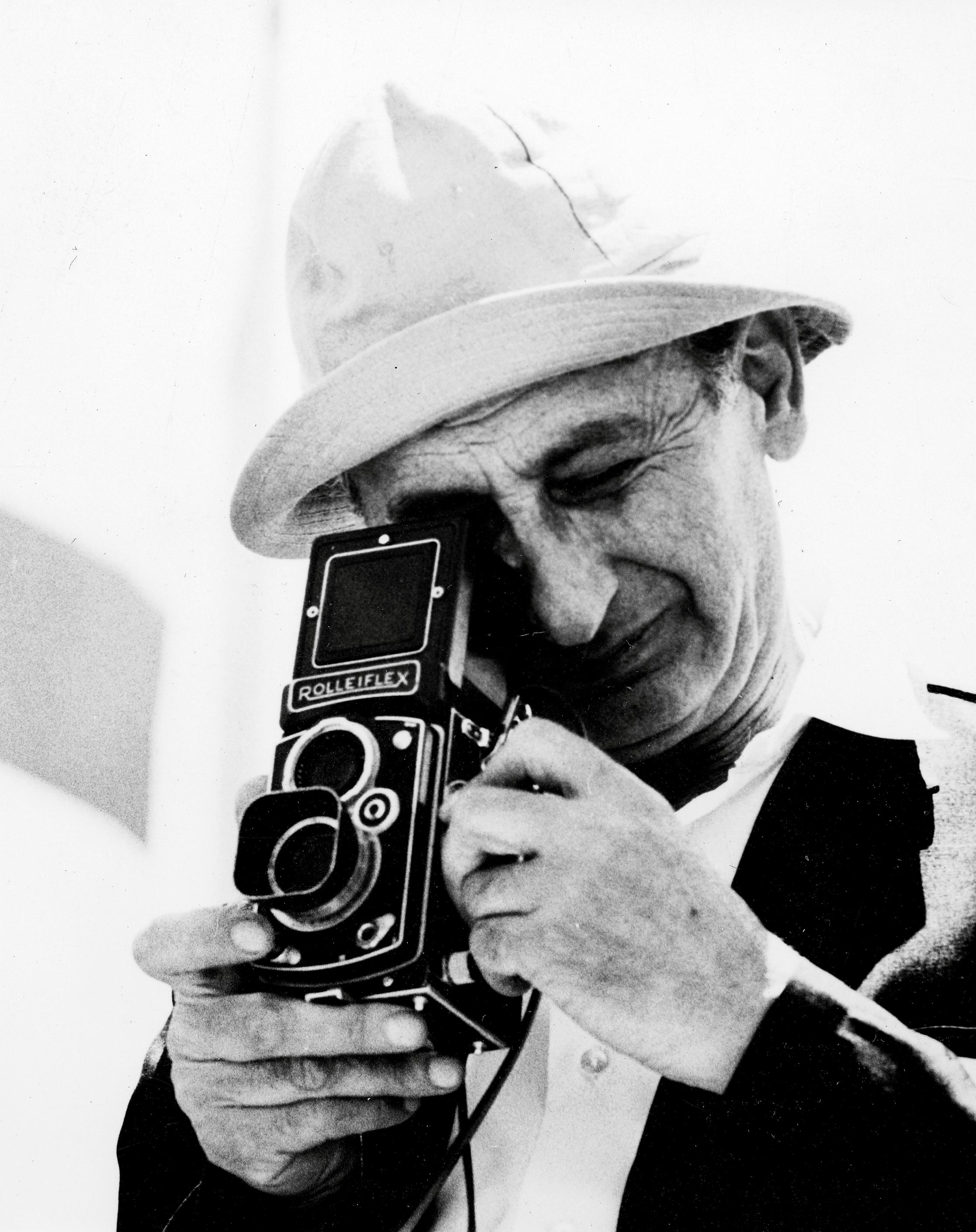
David Eldan

David Eldan (geboren als David Anderman 12. Februar 1914  in Wien, Österreich-Ungarn; gestorben 5. August 1989 in Tel Aviv) war ein österreichisch-israelischer Fotograf.

## Leben
David Anderman interessierte sich seit seiner Jugend für die Fotografie, angeregt von seinem Onkel Fred Dunkel, der in Deutschland und später in Palästina ein Filmpionier war. Anderman begann ein Medizinstudium in Wien, das er 1934 abbrach, als er nach Palästina auswanderte. Er lebte zunächst in einem Kibbuz und arbeitete dann für die Jewish Agency, die die Flucht jüdischer Jugendlicher aus Europa nach Palästina unterstützte. Anfang 1938 fuhr er zur Beerdigung seines Vaters nach Wien und entkam nach dem Anschluss Österreichs im März des Jahres nur knapp der Verhaftung durch die Gestapo. Nach seiner Rückkehr nach Palästina wurde er noch 1938 Soldat der British Army und wurde in Kairo stationiert. Er ging weiter seinem Interesse an der Fotografie nach und spezialisierte sich im Selbststudium in der Porträtfotografie.
Nach seiner Entlassung aus dem Armeedienst im Jahr 1946 eröffnete er ein Fotostudio in Tel Aviv. Nach Gründung des Staates Israel 1948 arbeitete er, nun unter dem Namen Eldan, als Fotograf für die Fotografieabteilung des Presseamtes der israelischen Regierung (Government Press Office, GPO), das zunächst unter der Leitung von Moshe Pearlman stand. Beim Eichmann-Prozess 1961 war er für die Fernsehaufnahmen zuständig.
Eldan baute das Fotoarchiv des GPO auf, das auch anderen Fotografen als Archiv dient. Im Amt folgte ihm Moshe Milner.

Fotografien
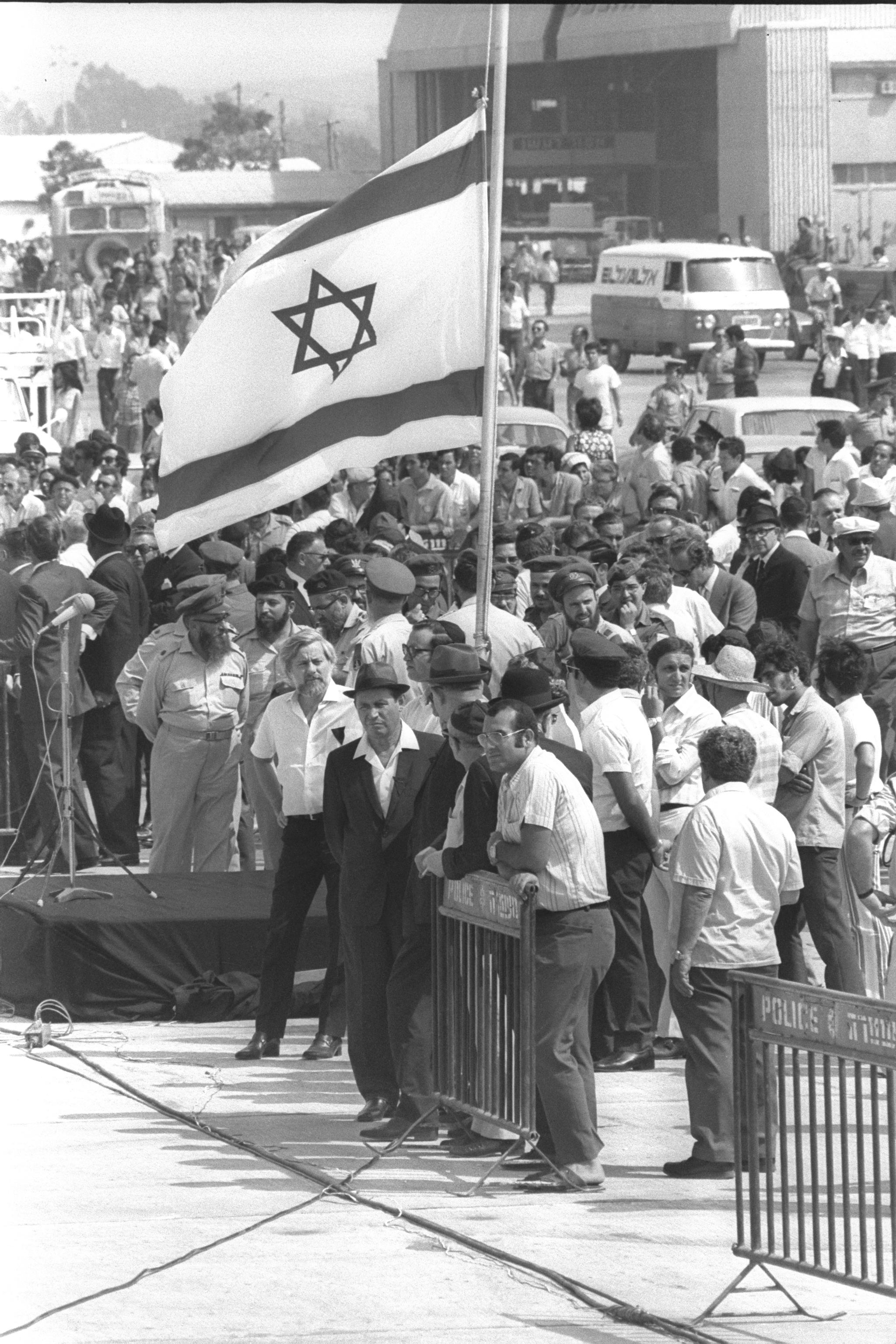
Warten auf die Toten des Münchener Massakers (1972)
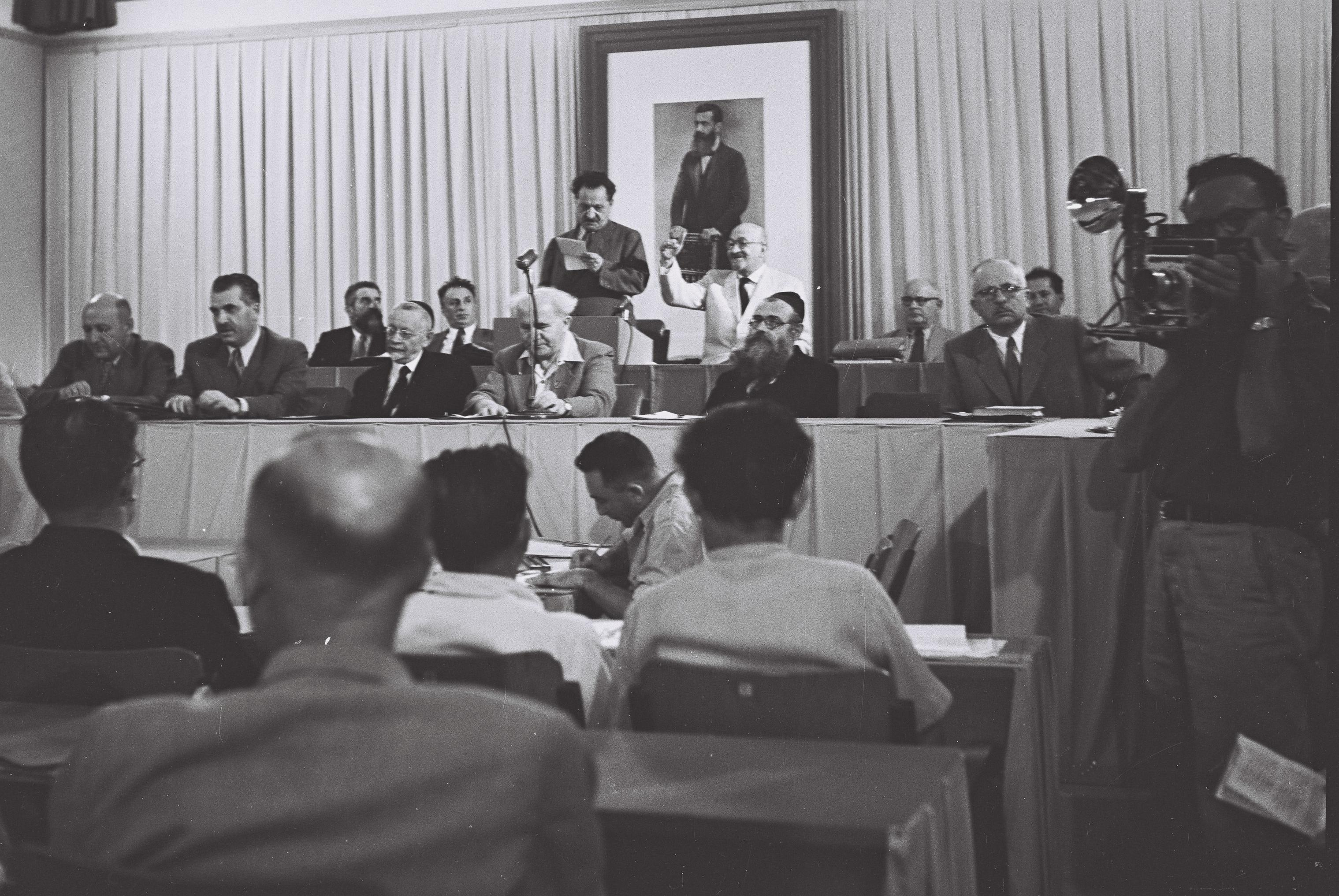
Staatsrat 1948
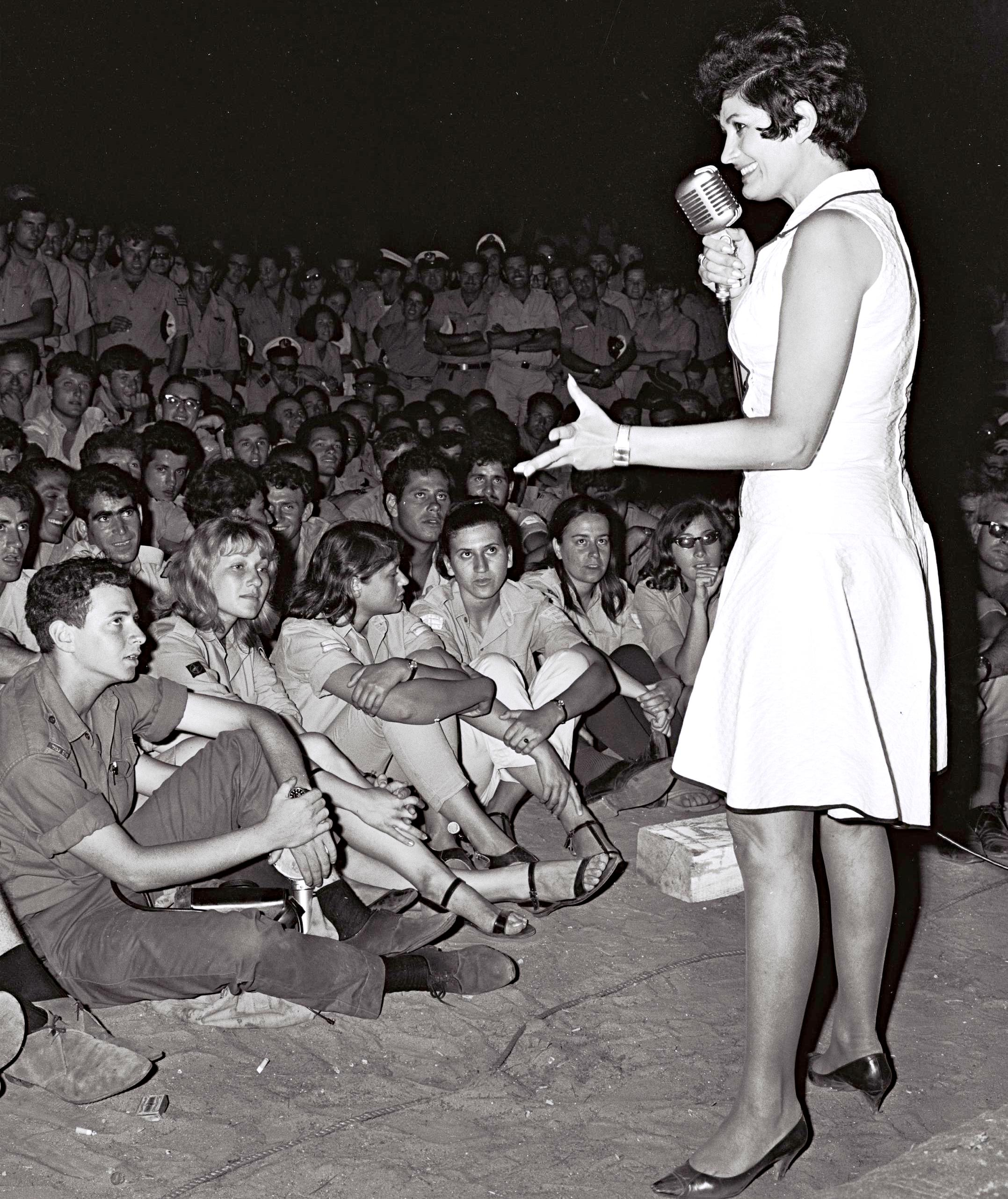
Yaffa Yarkoni bei der Truppenbetreuung (1967)
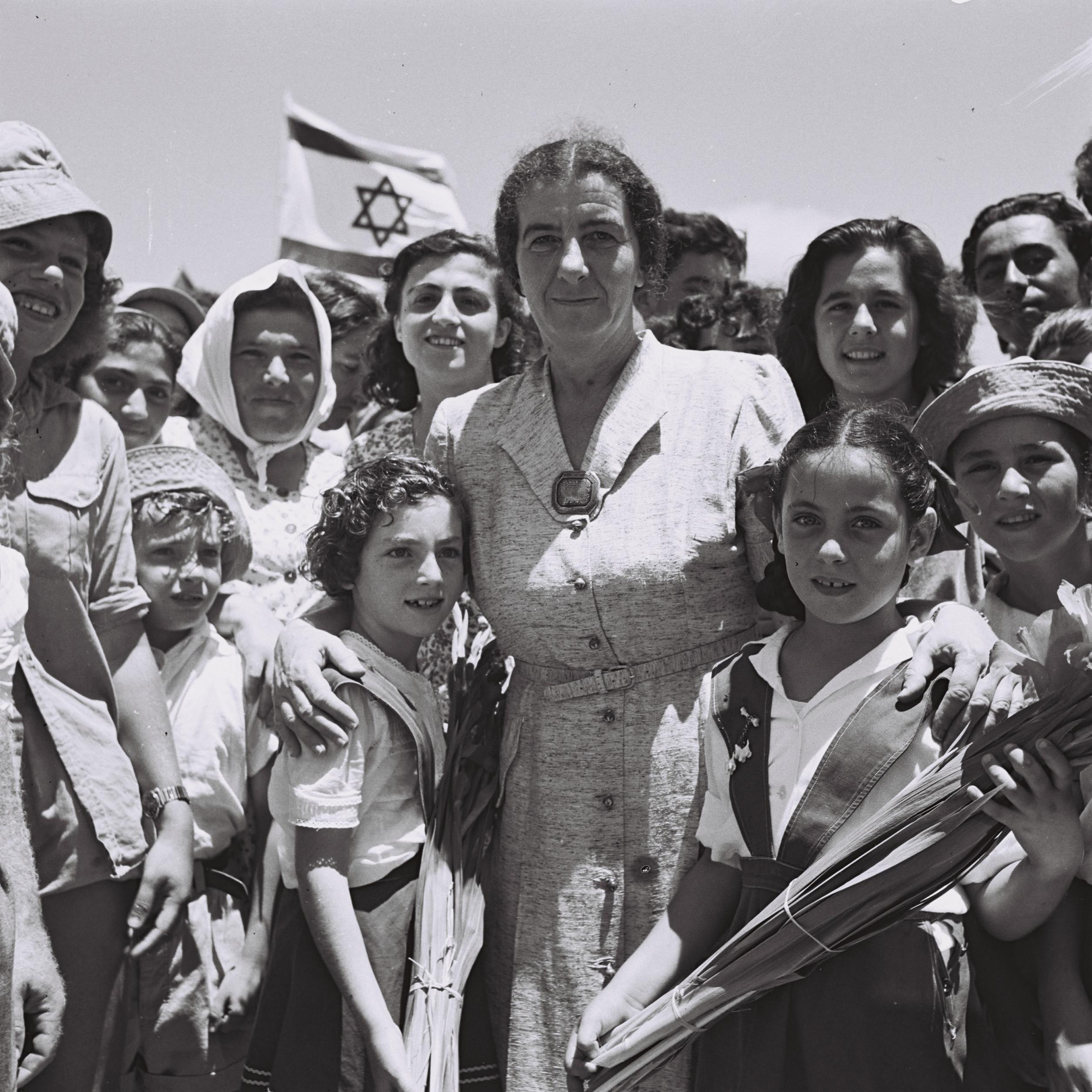
Golda Meir (1950)
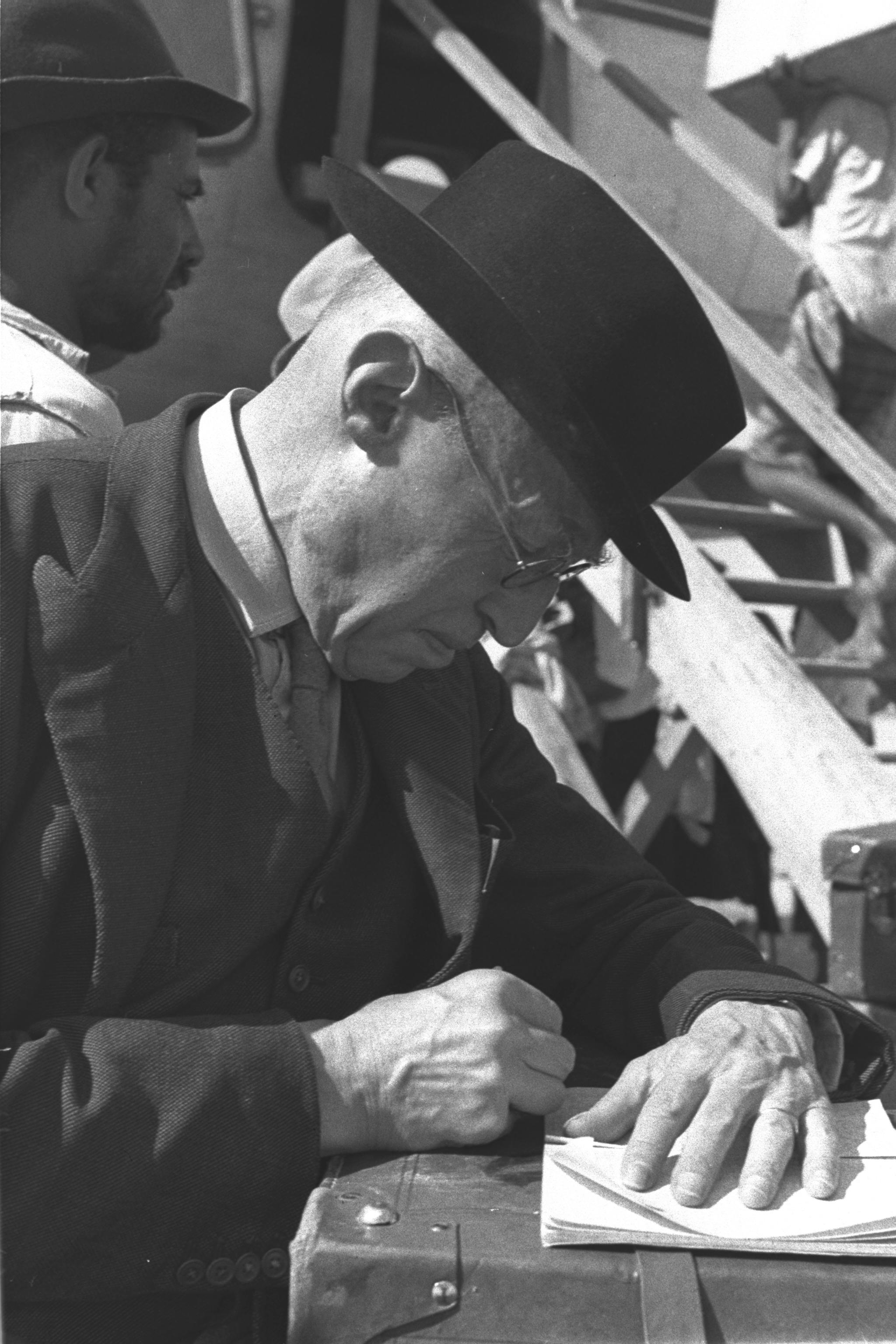
Norman Bentwich (1950)
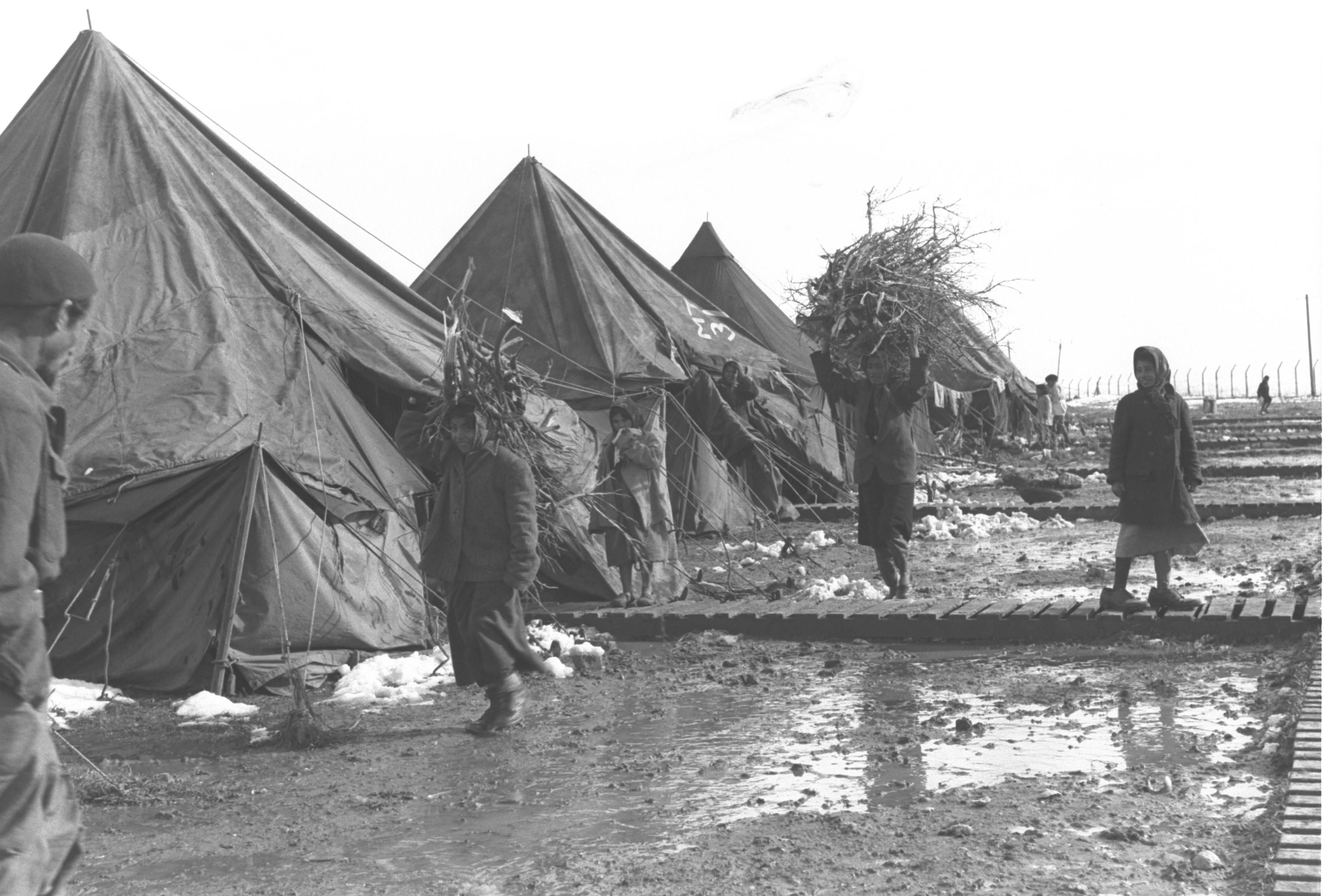
Flüchtlinge aus Jemen (1950)
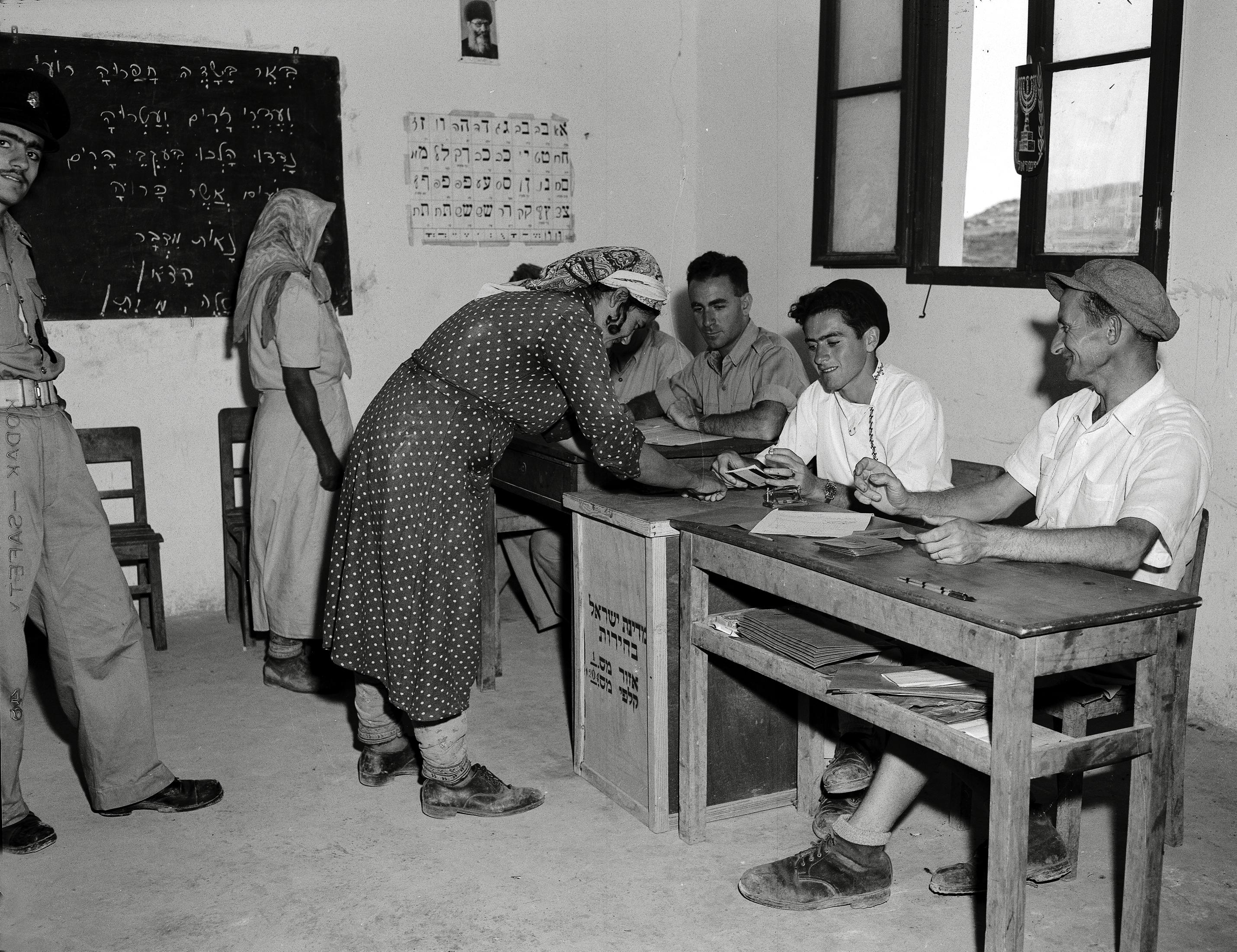
Wahlen (1951)
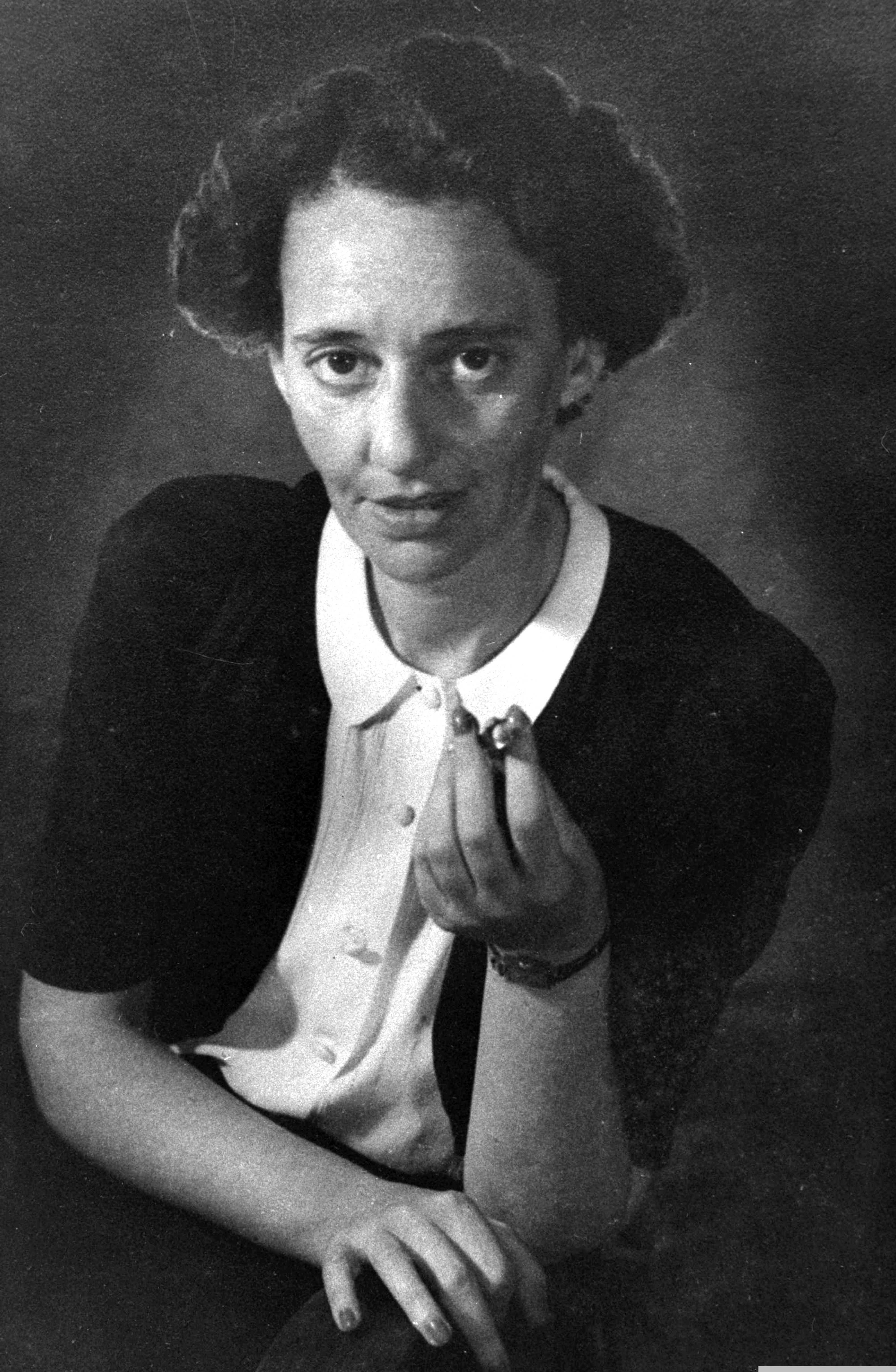
Lea Goldberg (1946)